# São Nicolau (Mesão Frio)
São Nicolau é uma localidade portuguesa do Município de Mesão Frio que foi sede da extinta Freguesia de São Nicolau, freguesia que tinha 0,45 km² de área e 484 habitantes (2011), e, por isso, uma densidade populacional de 1 075,6 hab/km².
A Freguesia de São Nicolau foi extinta (agregada) pela reorganização administrativa de 2012/2013, sendo o seu território integrado na freguesia de Mesão Frio (Santo André).

## População
| Número de habitantes | Número de habitantes | Número de habitantes | Número de habitantes | Número de habitantes | Número de habitantes | Número de habitantes | Número de habitantes | Número de habitantes | Número de habitantes | Número de habitantes | Número de habitantes | Número de habitantes | Número de habitantes | Número de habitantes |
| -------------------- | -------------------- | -------------------- | -------------------- | -------------------- | -------------------- | -------------------- | -------------------- | -------------------- | -------------------- | -------------------- | -------------------- | -------------------- | -------------------- | -------------------- |
| 1864                 | 1878                 | 1890                 | 1900                 | 1911                 | 1920                 | 1930                 | 1940                 | 1950                 | 1960                 | 1970                 | 1981                 | 1991                 | 2001                 | 2011                 |
| 525                  | 567                  | 887                  | 750                  | 710                  | 646                  | 796                  | 702                  | 731                  | 659                  | 450                  | 533                  | 418                  | 436                  | 484                  |

(Obs.: Número de habitantes "residentes", ou seja, que tinham a residência oficial neste concelho à data em que os censos  se realizaram.)

## Património
- Arcas tumulares românicas
- Hospital da Misericórdia de Mesão Frio
- Igreja de São Nicolau (Mesão Frio)